# Lijst van rijksmonumenten in Zeist (gemeente)
De gemeente Zeist telt 180 inschrijvingen in het rijksmonumentenregister. Hieronder een overzicht.

## Bosch en Duin
De plaats Bosch en Duin telt 8 inschrijvingen in het rijksmonumentenregister.
| Object                                                                                | Oorspronkelijke functie?  | Bouwjaar                      | Architect                    | Locatie                | Coördinaten?                 | Nr.?   | Afbeelding            |
| ------------------------------------------------------------------------------------- | ------------------------- | ----------------------------- | ---------------------------- | ---------------------- | ---------------------------- | ------ | --------------------- |
| Villa Van 't Hoff                                                                     | Woonhuis                  | 1914-1916                     | Robert van 't Hoff           | Amersfoortseweg 11A    | 52° 6' 34" NB, 5° 14' 27" OL | 40410  | Meer afbeeldingen     |
| Løvdalla                                                                              | Kasteel, buitenplaats     | 1911                          | Robert van 't Hoff           | Amersfoortseweg 13-13a | 52° 6' 35" NB, 5° 14' 31" OL | 510250 | Meer afbeeldingen     |
| Voormalig koetshuis annex dubbele woning (van oorsprong tuinmans- en koetsierswoning) | Opslag                    | 1902                          |                              | Duinweg 31-33          | 52° 7' 11" NB, 5° 14' 14" OL | 510263 | Meer afbeeldingen     |
| Villa `De Uilenhorst'                                                                 | Woonhuis                  | 1904                          |                              | Duinweg 66             | 52° 7' 5" NB, 5° 14' 19" OL  | 510265 | Villa `De Uilenhorst' |
| Hoog Duin                                                                             | Woonhuis                  | 1905                          | H. Folkers en H. van Oostrum | Duinweg 21             | 52° 6' 58" NB, 5° 14' 16" OL | 510277 | Upload foto           |
| Huis Ter Wege                                                                         | Kasteel, buitenplaats     | 1905 (bouw) 1912 (uitgebreid) |                              | Amersfoortseweg 17     | 52° 6' 39" NB, 5° 14' 40" OL | 511568 | Meer afbeeldingen     |
| Koetshuis annex woonhuis                                                              | Bijgebouwen kastelen enz. | 1905 (bouw) 1912 (uitgebreid) |                              | Amersfoortseweg 17A    | 52° 6' 39" NB, 5° 14' 40" OL | 511569 | Upload foto           |
| Vaasvormige toegangspijlers in Lodewijk XV stijl                                      | Tuin, park en plantsoen   |                               |                              | Amersfoortseweg bij 17 | 52° 6' 39" NB, 5° 14' 40" OL | 511570 | Meer afbeeldingen     |

## Den Dolder
De plaats Den Dolder telt 22 inschrijvingen in het rijksmonumentenregister. Zie Lijst van rijksmonumenten in Den Dolder voor een overzicht.

## Huis ter Heide
De plaats Huis ter Heide telt 9 inschrijvingen in het rijksmonumentenregister. Zie Lijst van rijksmonumenten in Huis ter Heide (Utrecht) voor een overzicht.

## Zeist
De plaats Zeist telt 141 inschrijvingen in het rijksmonumentenregister. Zie Lijst van rijksmonumenten in Zeist (plaats) voor een overzicht.
Amersfoort ·
Baarn ·
Bunnik ·
Bunschoten ·
De Bilt ·
De Ronde Venen ·
Eemnes ·
Houten ·
IJsselstein ·
Leusden ·
Lopik ·
Montfoort ·
Nieuwegein ·
Oudewater ·
Renswoude ·
Rhenen ·
Soest ·
Stichtse Vecht ·
Utrecht ·
Utrechtse Heuvelrug ·
Veenendaal ·
Vijfheerenlanden ·
Wijk bij Duurstede ·
Woerden ·
Woudenberg ·
Zeist